# Vĩnh Thạnh (huyện), Cần Thơ
Vĩnh Thạnh là một huyện ngoại thành cũ thuộc thành phố Cần Thơ, Việt Nam. 
Trước năm 1975, vùng đất Thốt Nốt (gồm cả toàn bộ huyện Vĩnh Thạnh và một phần huyện Cờ Đỏ) đã từng có thời kỳ thuộc về tỉnh Long Xuyên và sau đó là tỉnh An Giang.
Vĩnh Thạnh là địa danh chỉ mới xuất hiện ở Cần Thơ từ năm 2004 và được dùng để đặt cho tên huyện mới được thành lập của thành phố Cần Thơ. Huyện Vĩnh Thạnh được thành lập vào ngày 2 tháng 1 năm 2004 theo Nghị định số 05/2004/NĐ-CP của Chính phủ Việt Nam trên cơ sở tách phần lớn vùng đất đai phía tây từ huyện Thốt Nốt thuộc tỉnh Cần Thơ cũ, đồng thời là một huyện ngoại thành của thành phố Cần Thơ trực thuộc Trung ương. Ngày 16 tháng 1 năm 2007, lại tách đất các xã Thạnh Quới và Thạnh Mỹ để thành lập mới thị trấn Vĩnh Thạnh.
Ngày 23 tháng 12 năm 2008, theo Nghị định số 12/NĐ-CP của Chính phủ Việt Nam, một phần đất đai phía nam của huyện Vĩnh Thạnh được giao về cho huyện Cờ Đỏ mới được điều chỉnh địa giới hành chính. Hiện nay, huyện Vĩnh Thạnh có 2 thị trấn là thị trấn Vĩnh Thạnh và thị trấn Thạnh An. Huyện lỵ huyện Vĩnh Thạnh được đặt tại thị trấn Vĩnh Thạnh. 

## Địa lý
Huyện Vĩnh Thạnh nằm ở phía tây bắc của thành phố Cần Thơ, cách trung tâm thành phố khoảng 80 km, có vị trí địa lý:
- Phía đông giáp quận Thốt Nốt
- Phía tây giáp huyện Tân Hiệp, tỉnh Kiên Giang
- Phía nam giáp huyện Cờ Đỏ
- Phía bắc giáp thành phố Long Xuyên và huyện Thoại Sơn thuộc tỉnh An Giang.

Huyện có diện tích 297,59 km², dân số năm 2019 là 98.399 người, mật độ dân số đạt 331 người/km².
Đây cũng là địa phường có hai tuyến Đường cao tốc Cao Lãnh – Lộ Tẻ và Đường cao tốc Lộ Tẻ – Rạch Sỏi đi qua đã được đưa vào khai thác. Ngoài ra còn có dự án Đường cao tốc Châu Đốc – Cần Thơ – Sóc Trăng đi qua đang được xây dựng.

## Lịch sử
Trước năm 2004, huyện Vĩnh Thạnh ngày nay thuộc địa phận huyện Thốt Nốt, tỉnh Cần Thơ.
Ngày 26 tháng 11 năm 2003, Quốc hội Việt Nam thông qua Nghị quyết số 22/2003/QH11 về việc chia và điều chỉnh địa giới hành chính một số tỉnh. Theo đó, chia tỉnh Cần Thơ thành thành phố Cần Thơ trực thuộc trung ương và tỉnh Hậu Giang.
Ngày 2 tháng 1 năm 2004, Chính phủ Việt Nam ban hành Nghị định số 05/2004/NĐ-CP về việc thành lập các quận Ninh Kiều, Bình Thủy, Cái Răng, Ô Môn, các huyện Phong Điền, Cờ Đỏ, Vĩnh Thạnh, Thốt Nốt và các xã, phường, thị trấn thuộc thành phố Cần Thơ trực thuộc Trung ương.
Nội dung Nghị định về việc thành lập huyện Vĩnh Thạnh và các xã trực thuộc như sau:
- Thành lập huyện Vĩnh Thạnh trên cơ sở toàn bộ diện tích tự nhiên và dân số của thị trấn Thạnh An và các xã: Thạnh An, Thạnh Lộc, Thạnh Quới, Thạnh Mỹ, Thạnh Phú, Thạnh Thắng, Trung Hưng và 2.811,47 ha diện tích tự nhiên và 19.171 nhân khẩu của xã Vĩnh Trinh thuộc huyện Thốt Nốt. Huyện Vĩnh Thạnh có 41.034,84 ha diện tích tự nhiên và 153.964 nhân khẩu.
- Thành lập xã Vĩnh Trinh trên cơ sở 2.811,47 ha diện tích tự nhiên và 19.171 nhân khẩu của xã Vĩnh Trinh thuộc huyện Thốt Nốt.

Huyện Vĩnh Thạnh sau khi được thành lập có 41.034,84 ha diện tích tự nhiên và 153.964 nhân khẩu; có 9 đơn vị hành chính trực thuộc gồm thị trấn Thạnh An và các xã: Thạnh An, Thạnh Lộc, Thạnh Mỹ, Thạnh Phú, Thạnh Quới, Thạnh Thắng, Trung Hưng, Vĩnh Trinh.

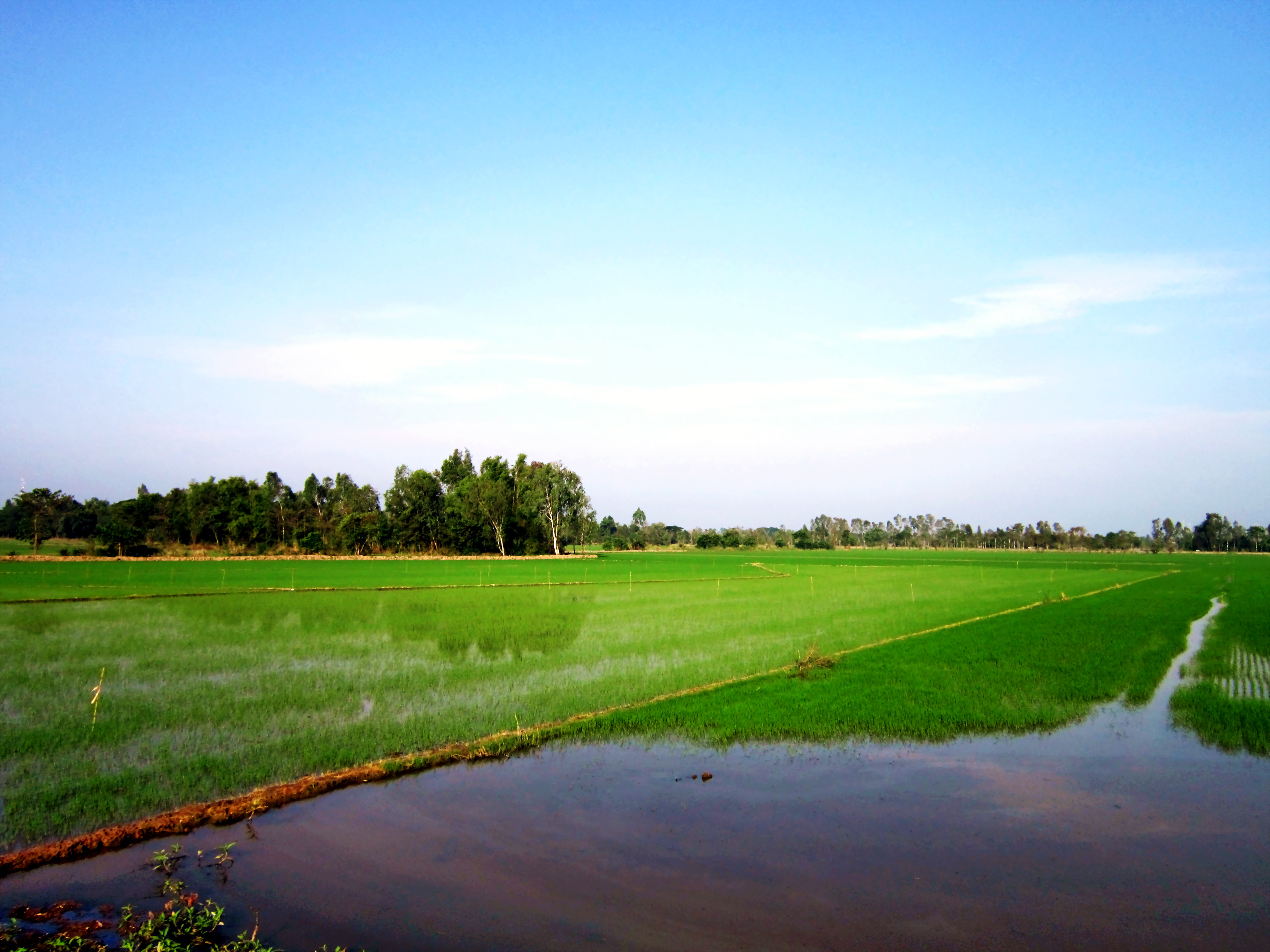
Một cánh đồng trồng lúa ở xã Thạnh An

Ngày 16 tháng 1 năm 2007, Chính phủ Việt Nam ban hành Nghị định số 11/2007/NĐ-CP về việc điều chỉnh địa giới hành chính xã, phường; thành lập phường, thị trấn thuộc các quận Ninh Kiều, Ô Môn và các huyện Phong Điền, Vĩnh Thạnh, thành phố Cần Thơ. Theo đó, thành lập thị trấn Vĩnh Thạnh trên cơ sở điều chỉnh 367,79 ha diện tích tự nhiên và 1.695 nhân khẩu của xã Thạnh Quới; 369,78 ha diện tích tự nhiên và 3.126 nhân khẩu của xã Thạnh Mỹ.
Huyện Vĩnh Thạnh có 44.036,22 ha diện tích tự nhiên và 156.067 nhân khẩu, có 10 đơn vị hành chính trực thuộc gồm các xã: Thạnh Quới, Thạnh Mỹ, Thạnh An, Thạnh Thắng, Vĩnh Trinh, Thạnh Phú, Trung Hưng, Thạnh Lộc và thị trấn Thạnh An, thị trấn Vĩnh Thạnh.
Ngày 6 tháng 11 năm 2007, Chính phủ Việt Nam ban hành Nghị định số 162/2007/NĐ-CP về việc điều chỉnh địa giới hành chính xã, phường; thành lập xã, phường thuộc quận Bình Thủy, quận Ô Môn, huyện Thốt Nốt và huyện Vĩnh Thạnh, thành phố Cần Thơ. Theo đó, thành lập xã Thạnh Tiến thuộc trên cơ sở điều chỉnh 2.239,89 ha diện tích tự nhiên và 9.412 nhân khẩu của xã Thạnh An.
Huyện Vĩnh Thạnh có 41.029,27 ha diện tích tự nhiên với 152.759 nhân khẩu, có 11 đơn vị hành chính trực thuộc, bao gồm: thị trấn Thạnh An, thị trấn Vĩnh Thạnh và các xã: Thạnh Thắng, Thạnh An, Thạnh Tiến, Thạnh Quới, Thạnh Mỹ, Thạnh Phú, Thạnh Lộc, Trung Hưng, Vĩnh Trinh.
Ngày 23 tháng 12 năm 2008, Chính phủ Việt Nam ban hành Nghị định số 12/NĐ-CP về việc điều chỉnh địa giới hành chính xã, thành lập xã thuộc huyện Thốt Nốt, huyện Vĩnh Thạnh, huyện Cờ Đỏ, thành lập quận Thốt Nốt và các phường trực thuộc, đồng thời điều chỉnh địa giới hành chính huyện Cờ Đỏ để thành lập huyện Thới Lai thuộc thành phố Cần Thơ. Từ đó, địa giới hành chính được điều chỉnh lại như sau:
- Thành lập xã Vĩnh Bình thuộc huyện Thốt Nốt trên cơ sở điều chỉnh 1.095,67 ha diện tích tự nhiên và 3.191 nhân khẩu của xã Thới Thuận; 857,84 ha diện tích tự nhiên và 4.038 nhân khẩu của xã Trung Nhứt.
- Điều chỉnh toàn bộ 1.953,51 ha diện tích tự nhiên và 7.229 nhân khẩu của xã Vĩnh Bình, huyện Thốt Nốt về huyện Vĩnh Thạnh quản lý.
- Điều chỉnh 201,85 ha diện tích tự nhiên và 1.047 nhân khẩu của xã Trung Hưng về xã Trung Thạnh thuộc huyện Thốt Nốt quản lý.
- Thành lập xã Thạnh Lợi trên cơ sở điều chỉnh 4.323,81 ha diện tích tự nhiên và 10.472 nhân khẩu của xã Thạnh Thắng.
- Điều chỉnh 545,19 ha diện tích tự nhiên và 2.426 nhân khẩu của xã Trung Hưng về xã Thạnh Lộc quản lý.
- Điều chỉnh toàn bộ 9.570,53 ha diện tích tự nhiên và 20.520 nhân khẩu của xã Thạnh Phú về huyện Cờ Đỏ quản lý.
- Điều chỉnh toàn bộ 3.459,87 ha diện tích tự nhiên và 20.469 nhân khẩu còn lại của xã Trung Hưng về huyện Cờ Đỏ quản lý.

Sau khi điều chỉnh địa giới hành chính xã và thành lập các xã mới, huyện Vĩnh Thạnh có 29.759,06 ha diện tích tự nhiên và 117.930 nhân khẩu, có 11 đơn vị hành chính trực thuộc, bao gồm các xã: Vĩnh Trinh, Vĩnh Bình, Thạnh Mỹ, Thạnh Quới, Thạnh An, Thạnh Tiến, Thạnh Thắng, Thạnh Lợi, Thạnh Lộc, thị trấn Vĩnh Thạnh và thị trấn Thạnh An.

## Hành chính
Huyện Vĩnh Thạnh có 11 đơn vị hành chính cấp xã trực thuộc, bao gồm 2 thị trấn: Vĩnh Thạnh (huyện lỵ), Thạnh An và 9 xã: Thạnh An, Thạnh Lộc, Thạnh Lợi, Thạnh Mỹ, Thạnh Quới, Thạnh Thắng, Thạnh Tiến, Vĩnh Bình, Vĩnh Trinh.
| TT. Vĩnh Thạnh TT. Thạnh An X. Thạnh Lợi X. Thạnh Thắng X. Thạnh An X. Thạnh Tiến X. Thạnh Quới X. Thạnh Mỹ X. Thạnh Lộc X. Vĩnh Trinh X. Vĩnh Bình T. An Giang Q. Thốt Nốt H. Cờ Đỏ T. Kiên Giang Bản đồ hành chính huyện Vĩnh Thạnh, thành phố Cần Thơ |

| Đơn vị hành chính cấp xã | Thị trấn Vĩnh Thạnh | Thị trấn Thạnh An | Xã Thạnh An | Xã Thạnh Lộc | Xã Thạnh Lợi | Xã Thạnh Mỹ | Xã Thạnh Qưới | Xã Thạnh Thắng | Xã Thạnh Tiến | Xã Vĩnh Bình | Xã Vĩnh Trinh |
| ------------------------ | ------------------- | ----------------- | ----------- | ------------ | ------------ | ----------- | ------------- | -------------- | ------------- | ------------ | ------------- |
| Diện tích (km²)          | 7,38                | 17,82             | 44,89       | 35,93        | 43,24        | 21,41       | 33,38         | 23,27          | 22,4          | 19,54        | 28,11         |
| Dân số (người)           | 4.821               | 12.157            | 10.447      | 15.148       | 10.472       | 10.925      | 12.358        | 7.124          | 9.412         | 7.229        | 19.171        |
| Mật độ dân số(người/km²) | 653                 | 682               | 233         | 422          | 242          | 510         | 370           | 306            | 420           | 370          | 682           |

## Kinh tế
Năm 2020, UBND huyện Vĩnh Thạnh tập trung chỉ đạo triển khai thực hiện có trọng tâm, trọng điểm các nhiệm vụ theo kế hoạch đề ra. Đến nay, đã đạt và vượt 10/12 chỉ tiêu kinh tế - xã hội chủ yếu theo nghị quyết HĐND huyện đề ra. Trong đó, tổng giá trị sản xuất được 7.183 tỉ đồng, đạt 108,72% kế hoạch; tổng diện tích gieo sạ lúa cả năm được 69.770,7ha, đạt 111,81% so kế hoạch; xây dựng 39.368m đường giao thông, 27 cây cầu bê tông với tổng chiều dài 692m…

## Đường phố
- Phù Đổng Thiên Vương

## Hạ tầng
Hiện nay trên địa bàn huyện Vĩnh Thạnh đã và đang hình thành các khu đô thị cao cấp như:
• Khu dân cư, trung tâm thương mại thị trấn Vĩnh Thạnh quy mô 31,55ha ( cung cấp hơn 833 nền ở )
• Khu dân cư Vĩnh Thạnh số 1 quy mô 16,5ha 
• Khu dân cư Vĩnh Thạnh số 2 quy mô 8,4ha
• Khu tái định cư Vĩnh Thạnh quy mô 15ha 
• Khu tái định cư Vĩnh Trinh ( xã Vĩnh Trinh ) vị trí tiếp giáp QL80 và phạm vi KCN VSIP quy mô 50ha
• Khu tái định cư Vĩnh Trinh ( xã Vĩnh Trinh ) vị trí tiếp giáp QL80 và phạm vi KCN VSIP quy mô 25ha
• Khu dân thương mại TT Thạnh An 1
• Khu dân cư thương mại TT Thạnh An 2
• Khu đô thị Sao Mai - Vĩnh Thạnh ( TT. Thạnh An )
• Khu đô thị Phố Đông Marina Plaza ( xã Vĩnh Trinh )

## Hình ảnh

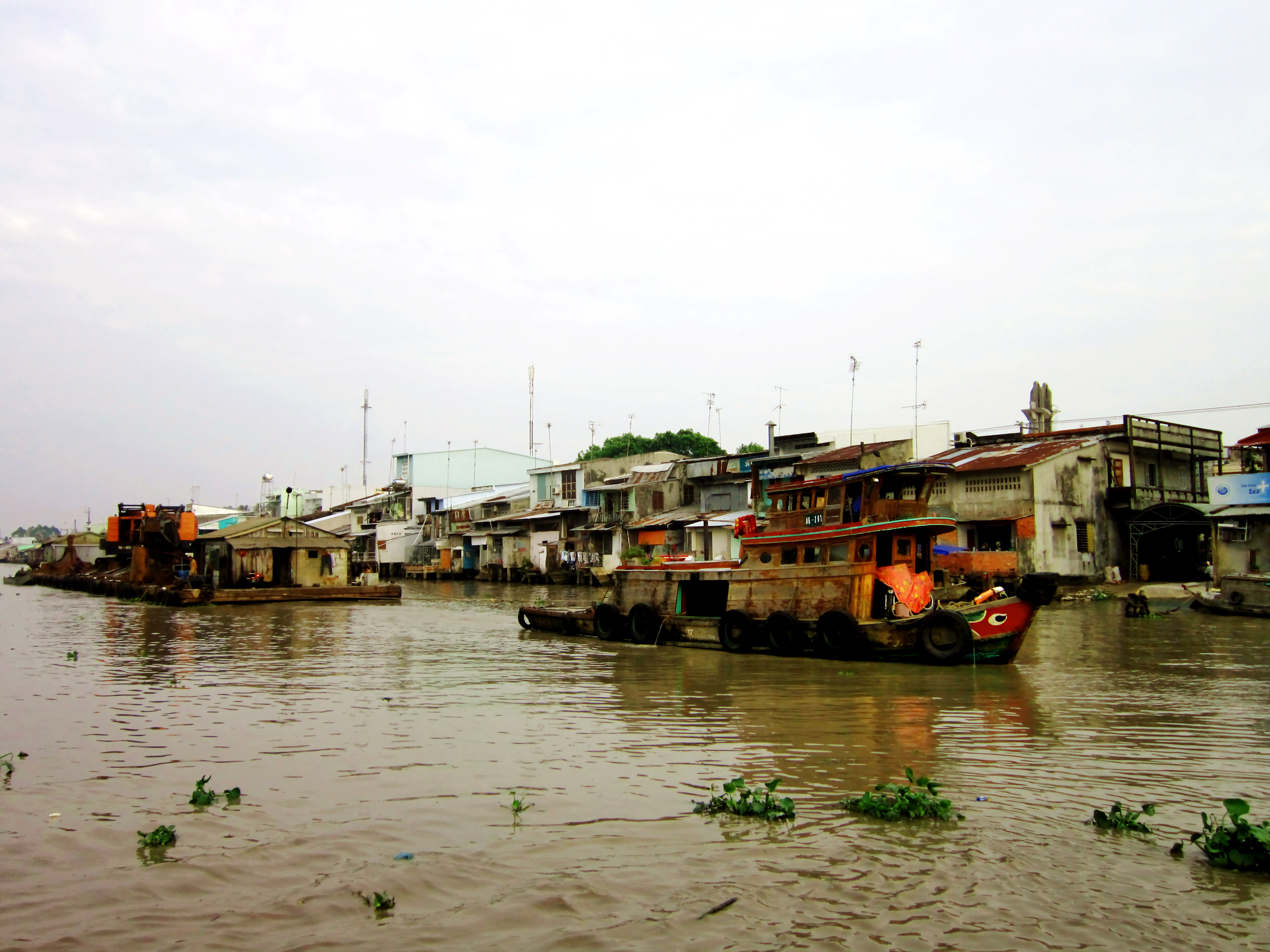
Kênh Cái Sắn – Rạch Giá, đoạn chảy qua chợ xã Thạnh Quới, huyện Vĩnh Thạnh.
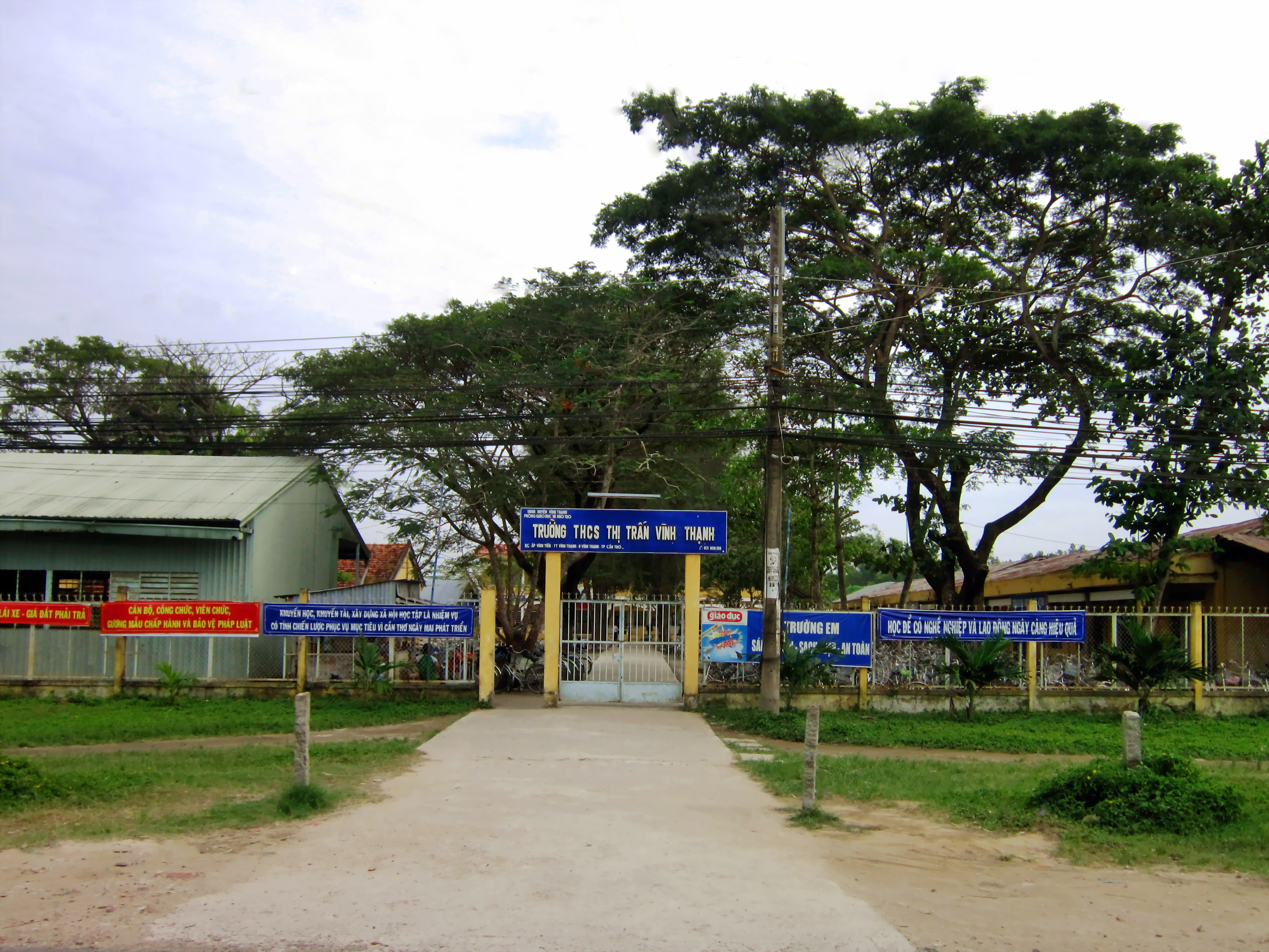
Trường Trung học cơ sở thị trấn Vĩnh Thạnh, huyện Vĩnh Thạnh.
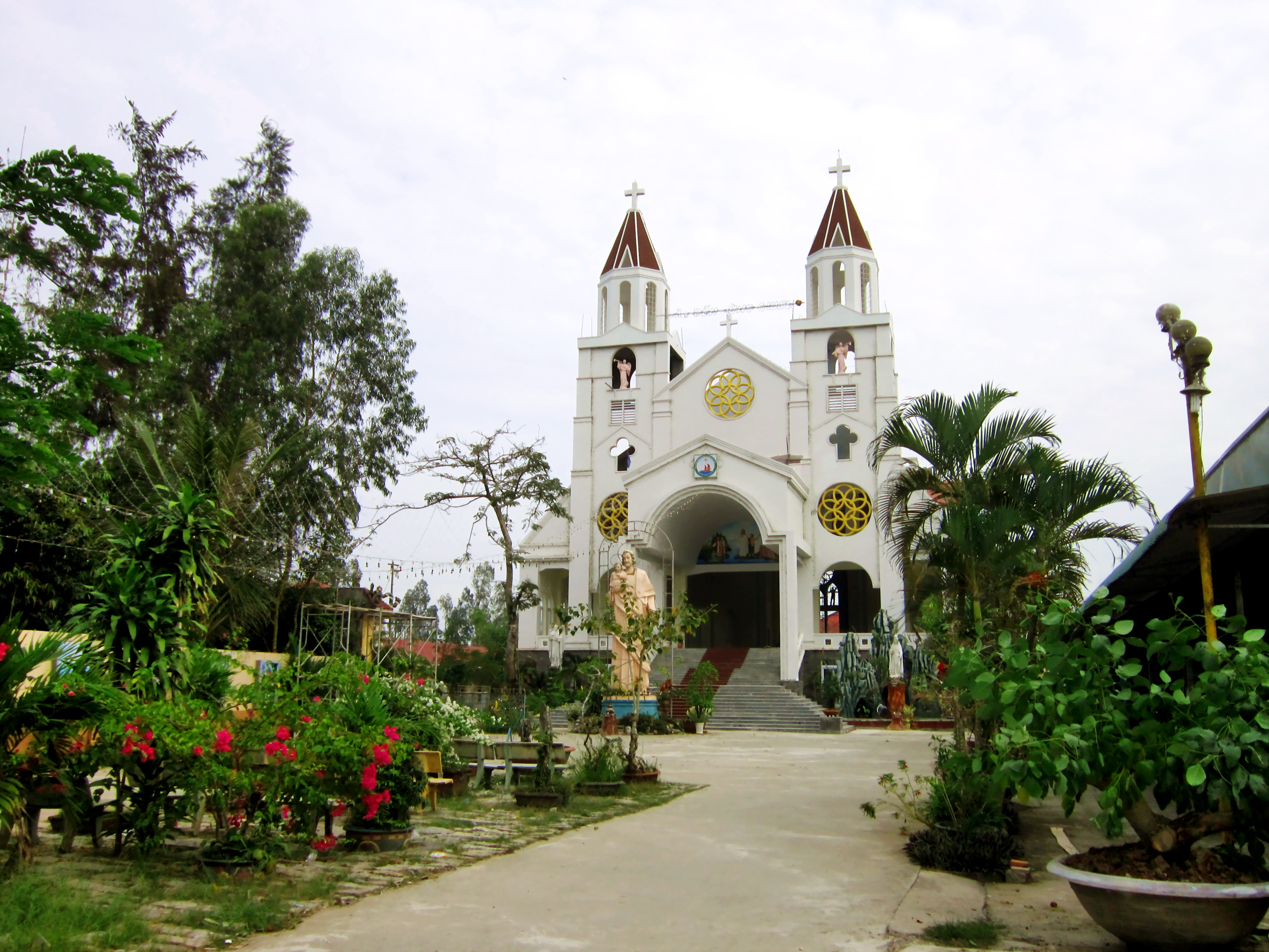
Nhà thờ Giáo xứ Đền Thánh Giuse An Bình ở xã Thạnh An, huyện Vĩnh Thạnh.